# Pia de' Tolomei (opera)
Pia de' Tolomei è un'opera lirica di Gaetano Donizetti, su libretto di Salvadore Cammarano. 
L'opera debuttò senza successo al teatro Apollo (oggi Teatro stabile del Veneto Carlo Goldoni di Venezia), anche se prima doveva essere rappresentata alla Fenice, ma un incendio ne impedì la rappresentazione lì. Ad oggi, Pia de' Tolomei è una delle opere meno conosciute del genio bergamasco, e non appare quasi mai nei teatri. Recentemente è stata riscoperta dal Teatro Verdi di Pisa, che ha scelto questo titolo addirittura per la prima della stagione 2017-2018.

## Cast della prima assoluta
| Personaggio | Interprete                 |
| ----------- | -------------------------- |
| Pia         | Fanny Tacchinardi Persiani |
| Ghino       | Antonio Poggi              |
| Nello       | Giorgio Ronconi            |
| Rodrigo     | Rosina Mazzarelli          |
| Piero       | Alessandro Meloni          |
| Ubaldo      | Alessandro Giacchini       |
| Bice        | Marietta Bramati           |
| Lamberto    | Alessandro Cecconi         |

## Trama
Ghino è innamorato di Pia, moglie di suo cugino Nello. Per vendicarsi del rifiuto dell'amata informa Nello di avere scoperto un messaggio segreto prova dell'adulterio della moglie, trovato dal malvagio servo Ubaldo.
Ghino, recatosi al luogo dell'appuntamento notturno, scopre Pia in dolce colloquio con un uomo. Egli non sa che si tratta del fratello Rodrigo, guelfo, che Pia aiuta ad evadere dalle carceri del ghibellino Nello. Mentre il fratello riesce a fuggire, Pia viene imprigionata.
Ghino torna alla carica e, in cambio del suo amore, offre a Pia la libertà, ma la donna ancora una volta non cede. Colpito dalla virtù di Pia e messo al corrente della vera identità del suo presunto amante, Ghino si pente e, in fin di vita per una ferita riportata in battaglia, rivela la verità a Nello. Il condottiero ghibellino ha però già dato ordine al servo Ubaldo di avvelenare l'adultera.
Egli abbandona il campo di battaglia, precipitandosi dalla moglie, ma è troppo tardi: Pia muore perdonando tutti e ottenendo la riconciliazione tra Rodrigo e Nello.

## Struttura musicale
- Preludio

### Parte I
- N. 1 - Introduzione, scena e cavatina Ghino Ancor del fosco notturno velo - Non può dirti la parola (Coro, Ubaldo, Ghino, Bice)
- N. 2 - Coro, scena e cavatina Pia Qui posa il fianco. È vivida - O tu che desti il fulmine (Coro, Pia, Bice, Lamberto)
- N. 3 - Scena e duetto Nello-Ghino Giurai svenarlo, ch'egli ardì col sangue - È men fero, meno orrendo
- N. 4 - Scena e cavatina Rodrigo In questa de' viventi orrida tomba - Mille volte sul campo d'onore (Rodrigo, Custode)
- N. 5 - Scena e finale primo Dell'inatteso tuo venir la nuova - Pia.../Signor... (Bice, Ghino, Nello, Pia, Lamberto, Rodrigo, Coro)
- N. 5 (Variante) - Scena e finale primo Di Ghino il cenno udiste? - Inoltriam fra l'ombre avvolti (Ubaldo, Coro, Pia, Lamberto, Rodrigo, Nello, Ghino, Bice)

### Parte II
- N. 6 - Introduzione, scena e aria Rodrigo Cinto di rosse nubi - Ahi! Sì barbara minaccia (Coro, Lamberto, Rodrigo)
- N. 7 - Scena e duetto Ghino-Pia Tu Ghino alle maremme! - Morte o colpa? Tu ben sai (Ubaldo, Ghino, Pia)
- N. 8 - Temporale, coro, scena ed aria Nello Il mugghiar di sì fera procella - Lei perduta, in coro ascondo (Coro, Piero, Nello, Ghino)
- N. 9 - Scena e finale secondo A questo nappo beverà fra poco - Sposo, ah! tronca ogni dimora - Ah! Di Pia...che muore...e geme (Ubaldo, Pia, Nello, Rodrigo, Coro)

## Discografia
| Anno | Cast: Pia, Ghino, Nello, Rodrigo, Piero, Ubaldo, Bice, Lamberto                                                                                           | Direttore, Orchestra e Coro                                                                                             | Etichetta |
| ---- | --- | --- | --- |
| 1967 | Jolanda Meneguzzer, Aldo Bottion, Walter Alberti, Florindo Andreolli, Franco Ventriglia, Paride Venturi, Barbara Testa, Franco Ventriglia                 | Bruno Rigacci Orchestra e Coro del Teatro Comunale di Bologna (registrazione dal vivo al Teatro dei Rinnovati di Siena) | LP: E.J. Smith «The Golden Age of Opera» EJS 412 Great Opera Performances G.O.P. 40 CD: Melodram 37017 (con Maria di Rohan) |
| 1968 | Jolanda Meneguzzer, Giuseppe Baratti, Franco Pagliazzi, Rodolfo Malacarne, Franco Ventriglia, Adriano Ferrario, Maria Grazia Ferrarini, Franco Ventriglia | Bruno Rigacci Orchestra e Coro della Radiotelevisione della Svizzera Italiana                                           | CD: Nuova Era 1021 |
| 1976 | Lella Cuberli, Renzo Casellato, Giulio Fioravanti, Benedetta Pecchioli, Alfredo Zanazzo, Carlo Tuand, Maria Minetto, Ferruccio Mazzoli                    | Bruno Rigacci Orchestra Sinfonica e Coro della RAI di Milano                                                            | LP: Mauro R. Fuguette MRF 145 CD: On Stage OS 4709 Bongiovanni GB 2379/80-2(2005)                                           |
| 2004 | Majella Cullagh, Bruce Ford, Roberto Servile, Manuela Custer, Mirco Palazzi, Mark Wilde, Patrizia Bicciré, Marco Vinco                                    | David Parry London Philharmonic Orchestra e Geoffrey Mitchell Choir                                                     | CD: Opera Rara ORC 30 |
| 2005 | Patrizia Ciofi, Dario Schmunck, Andrew Schroeder, Laura Polverelli, Daniel Borowski, Francesco Meli, Clara Polito, Carlo Cigni                            | Paolo Arrivabeni Orchestra e Coro del Teatro La Fenice di Venezia (Registrazioni audio e video alla Fenice, aprile)     | CD: Dynamic CDS 488/1-2 DVD: Dynamic 33488                                                                                  |